# Mulheres no Islã
As mulheres no Islão são guiadas pelas leis primárias islâmicas, nomeadamente o Alcorão, assim como pelas demais leis secundárias (que tendem a variar de acordo com a diferença na conceituação das mulheres islâmicas).
As leis e a cultura islâmica possuem grande impacto nos mais variados aspectos da vida de uma mulher islâmica, tais como sua educação, oportunidade de emprego, herança, casamento e justiça, entre outros.
O papel das mulheres na sociedade muçulmana mudou significativamente nos séculos desde que o Islamismo começou na Arábia no início dos anos 600 d.C. Sua posição variou com a mudança de circunstâncias sociais, econômicas e políticas. Embora o Islão considere homens e mulheres como moralmente iguais à vista de Alá, as mulheres não tiveram o mesmo acesso a muitas áreas da vida islâmica. Historicamente, as mulheres muçulmanas não foram tratadas como iguais aos homens. Determinados governantes e administradores e a maioria de eruditos legais impuseram um sistema de desigualdade, que justificaram pelas suas interpretações do Alcorão e das tradições do profeta. As autoridades coloniais desafiaram estes pontos de vista, e as suas noções ocidentais da posição legítima das mulheres na sociedade fixaram-se entre alguns segmentos da população muçulmana. Desde que grande parte do mundo islâmico se tornou independente em meados de 1900, no entanto, as mulheres têm sido apanhadas entre os tradicionalistas e reformadores enquanto  eles competem por dominância na sociedade islâmica.
Antes do surgimento do Islão no início dos anos 600, os árabes viviam em uma sociedade tradicionalmente patriarcal. As mulheres eram consideradas como propriedade, e não existiam limitações à poliginia. O Islão trouxe algumas reformas, particularmente no que se refere ao estatuto das mulheres. O Alcorão reconheceu o direito de uma mulher escolher seu próprio parceiro de casamento e fixou limites à prática da poliginiaː um homem poderia ter até quatro esposas, se ele pudesse providenciá-las e tratá-las igualmente.
A poliginia é permitida aos homens praticantes do Islamismo, não sendo difundido em todos os segmentos da religião; em alguns países islâmicos, como o Irã, o homem pode contrair matrimônio temporário. Quanto ás mulheres, a poligamia é proibida Sobretudo, o Islão proíbe as mulheres de contrair matrimônio com um homem não-muçulmano, embora um  homem possa casar com uma não muçulmana.
A Sharia provê, como complementarismo, diferenças entre os papéis, direitos e deveres de homens e mulheres. Ser muçulmano é mais do que simplesmente uma identidade religiosa; o Islã estrutura a vida de uma mulher muçulmana como de base cotidiana. 
Na maioria dos países muçulmanos, as mulheres exercem os mais variados níveis de seus direitos religiosos com relação a casamento, divórcio, estado civil, vestuário e educação, baseados nas diferentes interpretações da lei islâmica, geralmente bastante restritivas.

## Educação

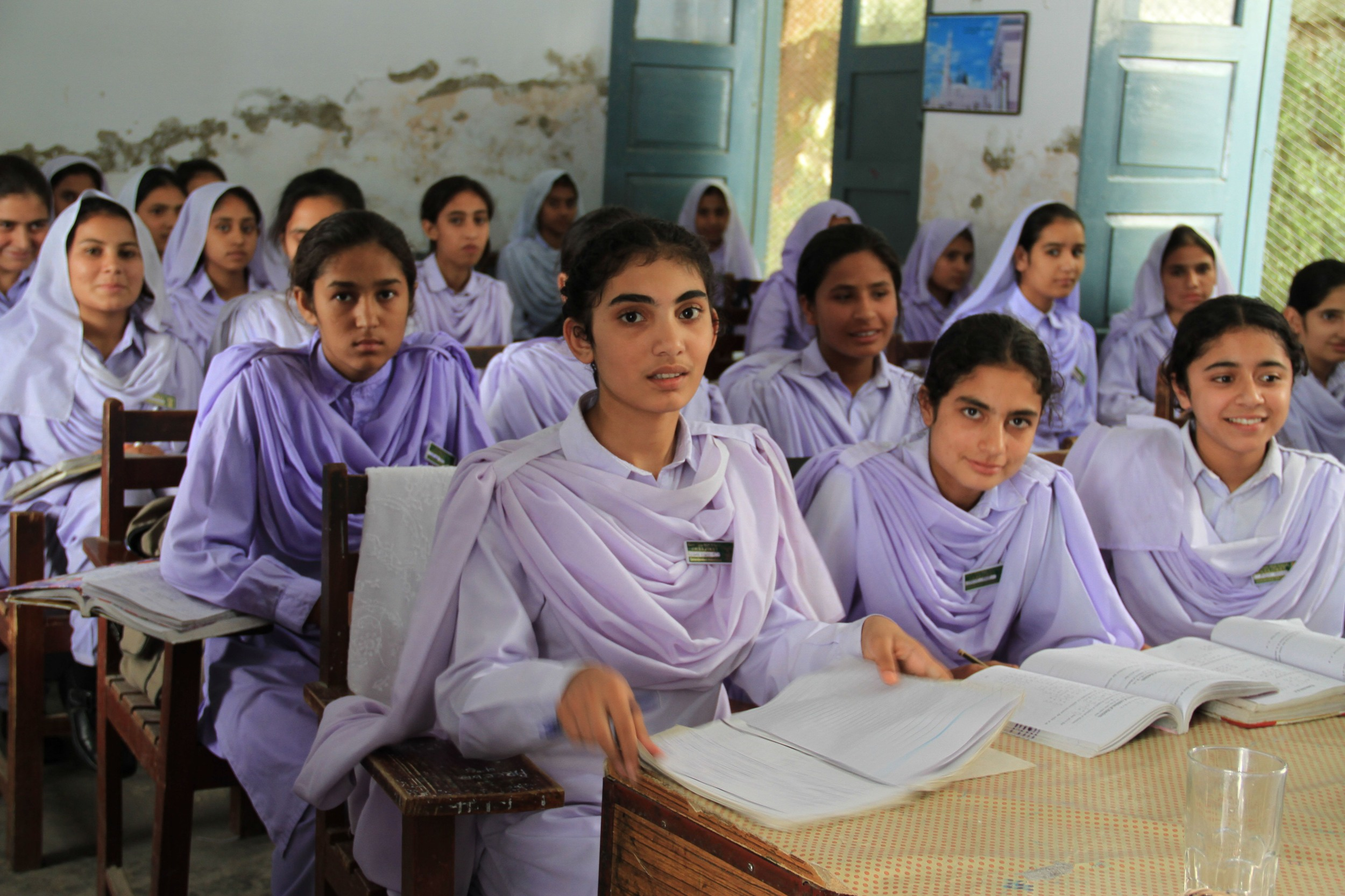
Estudantes numa escola islâmica do Paquistão

## Vida religiosa

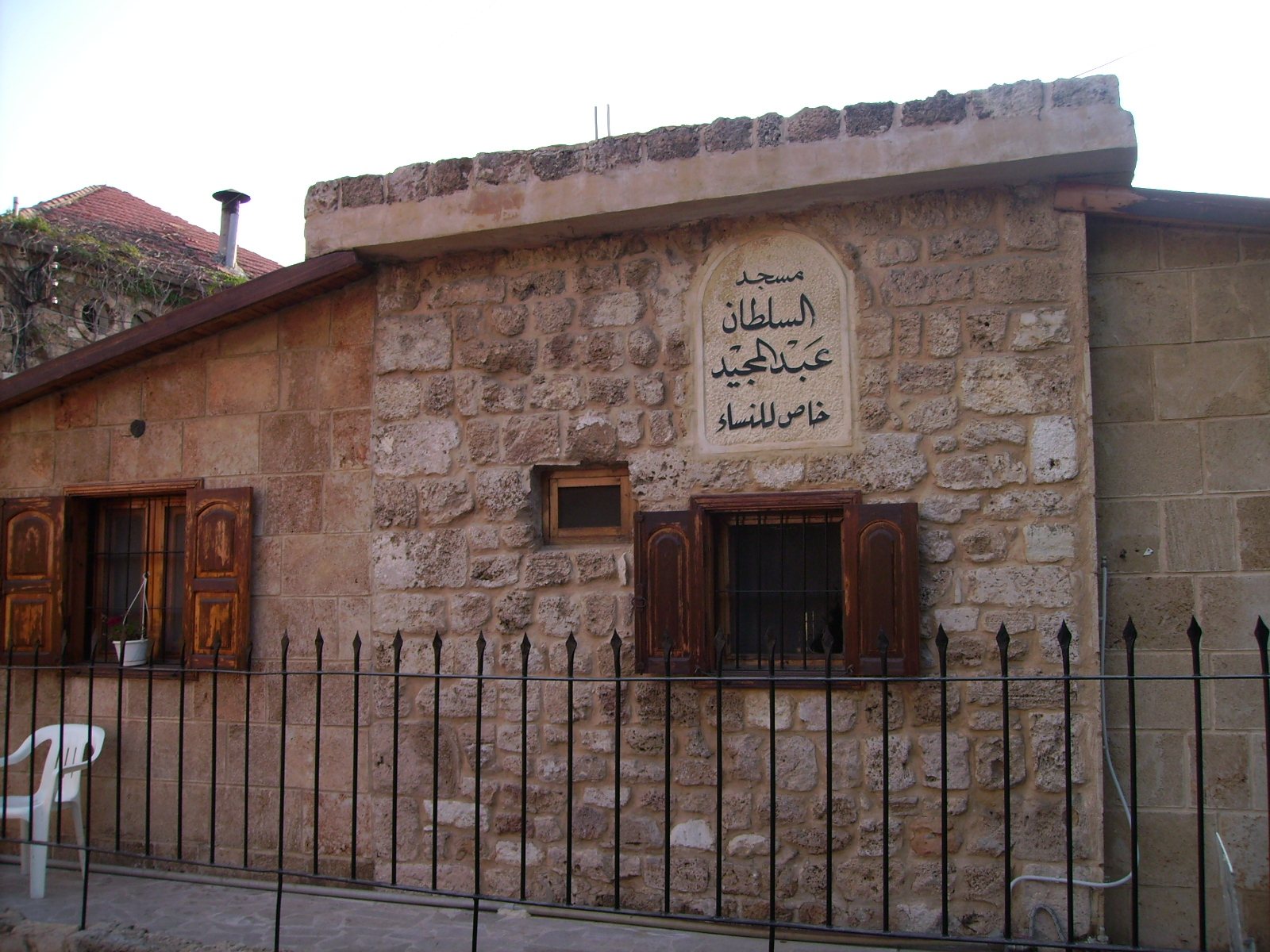
Mesquita apenas para mulheres islâmicas

## Mulheres islâmicas na política

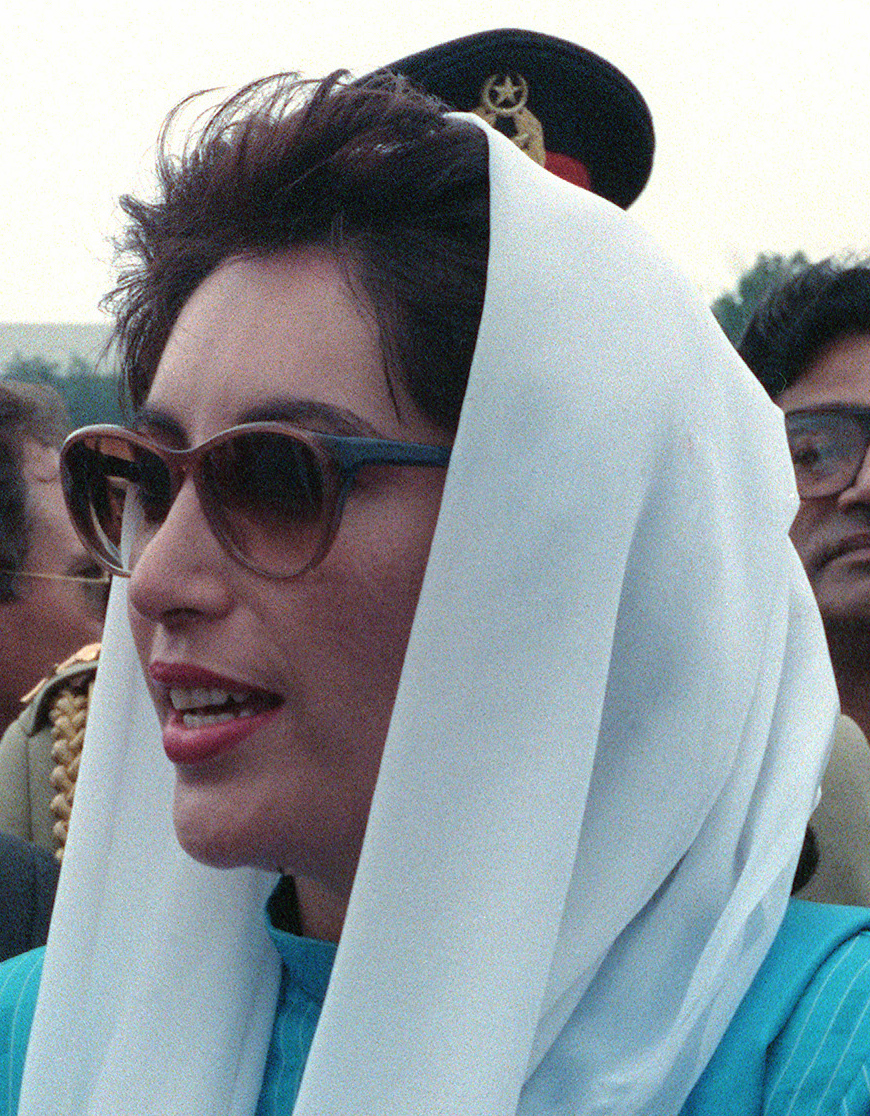
A paquistanesa Benazir Bhutto foi a primeira mulher eleita Primeiro-ministro de um país islâmico.